# Deajah Stevens
Deajah Stevens (ur. 19 maja 1995 w Baltimore) – amerykańska lekkoatletka specjalizująca się w biegach sprinterskich.
W 2016 zajęła 7. miejsce na dystansie 200 metrów podczas igrzysk olimpijskich w Rio de Janeiro, natomiast rok później zajęła piątą pozycję na tym samym dystansie oraz odpadła w półfinale biegu na dystansie dwukrotnie krótszym podczas mistrzostw świata w Londynie.
Stawała na podium mistrzostw USA oraz czempionatu NCAA.
Za złamanie przepisów antydopingowych została ukarana przez Athletics Integrity Unit 18-miesięczną dyskwalifikacją biegnącą od 17 lutego 2020 do 16 sierpnia 2021.

## Osiągnięcia
| Rok  | Impreza              | Miejsce        | Konkurencja        | Pozycja    | Wynik |
| ---- | -------------------- | -------------- | ------------------ | ---------- | ----- |
| 2016 | Igrzyska olimpijskie | Rio de Janeiro | bieg na 200 metrów | 7. miejsce | 22,65 |
| 2017 | Mistrzostwa świata   | Londyn         | bieg na 100 metrów | półfinał   | 11,32 |
| 2017 | Mistrzostwa świata   | Londyn         | bieg na 200 metrów | 5. miejsce | 22,44 |

## Rekordy życiowe
- bieg na 60 metrów (hala) – 7,17 (2017)
- bieg na 100 metrów – 11,00 (2017) / 10,89w (2017)
- bieg na 200 metrów (stadion) – 22,09 (2017)
- bieg na 200 metrów (hala) – 22,65 (2017)